# Rupia seszelska
Rupia seszelska – waluta Seszeli, dzieląca się na 100 centów.
W lokalnym języku seselwa jest nazywana roupi. Międzynarodowy kod walutowy to SCR. Została wprowadzona w 1917 roku, zastępując rupię Mauritiusa, która była w obiegu na Seszelach od 1877 roku.
Występują następujące nominały:
- monety 5, 10, 25 centów i 1, 5 rupii
- banknoty 25, 50, 100 i 500 rupii.

Oprócz tego istnieją jeszcze złote i srebrne monety o nominałach do 1500 rupii, ale nie znajdują się w oficjalnym obiegu.
1 euro jest warte 6,95 rupii (12 czerwca 2006)
1 dolar amerykański jest wart 5,50 rupii (12 czerwca 2006)
Wcześniejsze kursy względem dolara amerykańskiego:
5,18 (2004),
5,57 (2003),
5,48 (2002),
5,86 (2001),
5,71 (2000),
5,34 (1999),
5,26 (1998),
Na wydawanych w latach 1968-1973 banknotach o nominale 50 rupii znajdowało się słowo "SEX" ułożone z liści palmowych.